# Mosaab Omar
Mosaab Maaz Omar (ur. 4 czerwca 1984) – piłkarz sudański grający na pozycji obrońcy. Od 2009 roku jest zawodnikiem klubu Al-Merreikh.

## Kariera klubowa
Omar jest wychowankiem klubu Al-Ahli Wad Madani. Zadebiutował w nim w pierwszej lidze sudańskiej. W 2009 roku odszedł do Al-Merreikh z Omdurmanu. Wraz z Al-Merreikh wywalczył mistrzostwo Sudanu w 2011 roku oraz zdobył Puchar Sudanu w 2010 roku.

## Kariera reprezentacyjna
W reprezentacji Sudanu Omar zadebiutował w 2009 roku. W 2012 roku został powołany do kadry na Puchar Narodów Afryki 2012.